# Wesna Stojanowska
Vesna Stojanovska, mk. Весна Стојановска (ur. 20 stycznia 1985 w Skopju) – macedońska pływaczka, uczestniczka igrzysk olimpijskich w 2000 (Sydney) i 2004 (Ateny) roku. Nie zdobyła żadnych medali.

## Letnie Igrzyska Olimpijskie 2000 w Sydney
| Konkurencja           | Eliminacje | Eliminacje | Ćwierćfinały           | Ćwierćfinały           | Półfinały              | Półfinały              | Finał                  | Finał                  |
| Konkurencja           | Czas       | Miejsce    | Czas                   | Miejsce                | Czas                   | Miejsce                | Czas                   | Miejsce                |
| --------------------- | ---------- | ---------- | ---------------------- | ---------------------- | ---------------------- | ---------------------- | ---------------------- | ---------------------- |
| 200 m stylem dowolnym | 2:05,58    | 29.        | → Nie awansowała dalej | → Nie awansowała dalej | → Nie awansowała dalej | → Nie awansowała dalej | → Nie awansowała dalej | → Nie awansowała dalej |
| 400 m stylem dowolnym | 4:19,69    | 31.        | → Nie awansowała dalej | → Nie awansowała dalej | → Nie awansowała dalej | → Nie awansowała dalej | → Nie awansowała dalej | → Nie awansowała dalej |

## Letnie Igrzyska Olimpijskie 2004 w Atenach
| Konkurencja             | Eliminacje | Eliminacje | Ćwierćfinały           | Ćwierćfinały           | Półfinały              | Półfinały              | Finał                  | Finał                  |
| Konkurencja             | Czas       | Miejsce    | Czas                   | Miejsce                | Czas                   | Miejsce                | Czas                   | Miejsce                |
| ----------------------- | ---------- | ---------- | ---------------------- | ---------------------- | ---------------------- | ---------------------- | ---------------------- | ---------------------- |
| 200 m stylem motylkowym | 2:16,51    | 26.        | → Nie awansowała dalej | → Nie awansowała dalej | → Nie awansowała dalej | → Nie awansowała dalej | → Nie awansowała dalej | → Nie awansowała dalej |
| 200 m stylem dowolnym   | 2:04,64    | 34.        | → Nie awansowała dalej | → Nie awansowała dalej | → Nie awansowała dalej | → Nie awansowała dalej | → Nie awansowała dalej | → Nie awansowała dalej |
| 400 m stylem dowolnym   | 4:19,39    | 27.        | → Nie awansowała dalej | → Nie awansowała dalej | → Nie awansowała dalej | → Nie awansowała dalej | → Nie awansowała dalej | → Nie awansowała dalej |